# Come Saturday Morning
Come Saturday Morning é o quinto álbum de estúdio da cantora e atriz  estadunidense Liza Minnelli, lançado em 1969, pela A&M Records, seu segundo pela gravadora.
Por volta de 1969, a indústria fonográfica passou a focar em estilos musicais populares e contemporâneos, como o rock, e em novos artistas como Lennon, McCartney e Bacharach, afetando artistas cujo repertório era de canções de pop tradicional, e do teatro da Broadway, como Minnelli. Seu álbum anterior não obteve sucesso comercial, levando a A&M a hesitar em lançar mais álbuns da cantora.
O filme The Sterile Cuckoo, de 1969, no qual Minnelli desempenha o papel principal e sua música-tema: "Come Saturday Morning", trouxeram reconhecimento e indicações ao Óscar. Isso motivou a gravadora, que agora planejava lançar mais um álbum da artista, com sonoridades mais contemporâneas.
A recepção dos críticos de música ao álbum foi majoritariamente favorável, mas, comercialmente, obteve um desempenho fraco, sendo seu terceiro a não entrar nas paradas de sucesso da revista Billboard.

## Antecedentes e contexto
Por volta de 1969, a indústria fonográfica passava por modificações quanto ao gosto do público em relação as músicas. As canções de teatro as quais Liza Minnelli ficou conhecida, eram normalmente desvencilhadas em produções de artistas populares pelas gravadoras, a fim de priorizar músicas de gêneros musicais como o rock e de artistas como John Lennon, Paul McCartney, Burt Bacharach e Hal David.
Nesse contexto de mudanças, Liza Minnelli começara a mudar seu repertório, em seu lançamento anterior autointitulado, ela gravou canções de artistas como Randy Newman e Sonny Bono. Apesar disso, Liza Minnelli não obteve êxito comercial, o que deixou a gravadora receosa de lançar álbuns da cantora.
Com o sucesso das músicas do musical rock Hair em 1969 (como "Aquarius/Let the Sunshine In" do 5th Dimension), a A&M decidiu que Minnelli gravasse a singular "Frank Mills" da trilha sonora e a lançou como um single independente, mas também não obteve êxito.
Posteriormente, Minnelli obteve o papel principal no filme The Sterile Cuckoo, que estreou em outubro de 1969. A canção tema, "Come Saturday Morning", interpretada na trilha sonora pelo grupo Sandpipers. Quando as nomeações para o Oscar de 1970 foram anunciadas no início de 1970, Minnelli recebeu uma indicação de Melhor Atriz, e "Come Saturday Morning" foi indicada como Melhor Canção Original, a gravadora concluiu que finalmente era a hora certa para lançar um álbum da cantora.

## Produção e lançamento
As gravações ocorreram durante três sessões em agosto de 1969 (dias 8, 29 e 30), sendo a primeira no Western Records e as duas últimas no Columbia Records Studios. Houve também uma sessão ocorrida no A&R, de Manhattan. O álbum foi produzido por Larry Marks e arranjado por Dick Hazard, Michael Colombier, Bob Thompson e Peter Matz. A engenharia de som foi realizada por Ray Gerhardt. O design do álbum é de Corporate Head, o diretor de arte é Tom Wilkes, e a fotografia é de Guy Webster.
Musicalmente, Come Saturday Morning se assemelha a seu antecessor, combinando gêneros musicais favoritos da época, como o soft rock. O repertório inclui canções que eram populares naquele momento, como  "MacArthur Park", de Richard Harris, "Didn't We" de Jimmy Webb, o recente sucesso de Peter, Paul & Mary, "Leavin' on a Jet Plane", e outras músicas compostas por Newman, Gordon Lightfoot, Aretha Franklin e Harry Nilsson.
Como forma de divulgação, Minnelli se apresentou em programas de televisão cantando músicas do disco como o The Ed Sullivan Show. Em 31 de janeiro de 1970, a revista Billboard incluiu em sua edição uma propaganda do álbum, que seria lançado no mês seguinte.
Da mesma forma que os álbuns anteriores da gravadora A&M Records, esse álbum nunca foi lançado sozinho no formato CD, mas todas as faixas na ordem original estão na coletânea The Complete A&M Recordings, de 2008. A foto da capa foi utilizada na compilação 20th Century Masters: The Millennium Collection: Best of Liza Minnelli, de 2001.

## Recepção crítica
| Críticas profissionais | Críticas profissionais |
| Avaliações da crítica  | Avaliações da crítica  |
| Fonte                  | Avaliação              |
| ---------------------- | ---------------------- |
| AllMusic               | [ 3 ]                  |
| Cashbox                | Favorável              |
| High Fidelity          | Favorável              |

As resenhas dos críticos especializados em música foram favoráveis.
William Ruhlmann, do site AllMusic, avaliou com três estrelas e meia de cinco e escreveu que "Minnelli lida bravamente com as canções mais novas (...), mas caracteristicamente ganha vida apenas quando canta a antiga canção "Nevertheless (I'm in Love with You)", que é mais o seu estilo".
A revista Cashbox considerou o álbum ótimo, e escolheu como os destaques as faixas "Leavin' On a Jet Plane" e "On a Slow Boat to China". O crítico da revista concluiu dizendo: "uma excelente apresentação para esta talentosa jovem cantora. Pode ser um item substancial".
Morgan Ames, da revista High Fidelity, escreveu que considerava Minnelli uma cantora sem técnica anteriormente, no entanto mudou de ideia com o passar dos anos e pontuou que o produtor do álbum, Larry Marks, "fez a artista se expressar da maneira mais perfeita possível". Ele afirmou que Come Saturday Morning é elegante, atual, adequado à cantora, traz arranjos soberbos e uma vocalista que "decobriu quem é como cantora" e cujos vocais estão mais contidos, bonitos e poderosos do que antes. Ele elegeu as canções "Don't Let Me Lose This Dream",  "Simon" e "Slow Boat to China", como os melhores momentos do álbum.

## Desempenho comercial
Comercialmente, falhou em aparecer na parada Billboard 200.

## Lista de faixas
- Créditos adaptados do LP Come  Saturday Morning', de 1970.[16]

| N.º | Título                         | Compositor(es)                      | Duração |  |
| 1.  | "Come Saturday Morning"        | Fred Karlin, Dory Previn            | 1:46    |  |
| 2.  | "Raggedy Ann & Raggedy Andy"   | Larry Marks, Marilyn & Alan Bergman | 3:30    |  |
| 3.  | "Leavin' On A Jet Plane"       | John Denver                         | 3:15    |  |
| 4.  | "Wailing Of The Willow"        | Harry Nilsson                       | 2:02    |  |
| 5.  | "Nevertheless"                 | Bert Kalmar, Harry Ruby             | 2:52    |  |
| 6.  | "Wherefore And Why"            | Gordon Lightfoot                    | 2:35    |  |
| 7.  | "Love Story"                   | Randy Newman                        | 2:29    |  |
| 8.  | "On A Slow Boat To China"      | Frank Loesser                       | 3:18    |  |
| 9.  | "Don't Let Me Lose This Dream" | Aretha Franklin, Ted White          | 3:03    |  |
| 10. | "Simon"                        | Peter Allen                         | 3:08    |  |
| 11. | "MacArthur Park / Didn't We?"  | Jimmy Webb                          | 3:08    |  |